# Menzan Zuihō
abbé de Zenjo-ji et Kuin-ji
Kōda Soryō (衡田祖量)
Menzan Zuihō (面山瑞方, 1683–1769) était un moine et érudit japonais du zen Sōtō. Il fut abbé des temples Zenjo-ji et Kuin-ji, actifs pendant la période Tokugawa. C'est essentiellement lui qui a fait de Dôgen (1250-1253) la source de l'orthodoxie de l'école Sōtō.

## Biographie et influence
Né à Ueki (Kyushu), Menzan a étudié auprès de Manzan Dôhaku (1635-1715). Il fut le penseur du zen Sōtō le plus influent de son temps, et tant son œuvre que son activité marquent aujourd'hui encore l'étude et la pratique du zen Sōtō. La formation de Menzan relève du mouvement de retour aux sources historiques originales pour revitaliser le Zen (復古fukko, «retour à l'ancien»), en particulier un nouvel intérêt pour les œuvres de Dōgen Zenji.
En effet, avant Menzan, les œuvres de Dōgen étaient peu étudiées ou mises en pratique. Menzan a utilisé Dōgen pour promouvoir une réforme de l'école Sōtō, qui comprenait la réforme des règles monastiques et la pratique de zazen. Grâce à ses efforts, les études sur Dōgen occupent désormais une place centrale dans la pensée du zen Sōtō. Menzan préconisait l'utilisation de l'ancien système de salle de vie commune pour les moines (sōdō), comme au temps de la dynastie des Song.

## Œuvre
Menzan fut un maître extrêmement prolifique. On lui doit plus d'une centaine de titres sur les règles monastiques, les préceptes, l'ordination, la transmission du dharma et la philologie,,. Menzan a également donné de nombreuses conférences publiques, et enseigné aux laïcs la pratique de la méditation.
L'une de ses œuvres les plus célèbres, le Jijuyu Zanmai (« Samadhi du Bouddha ») est destinée aux laïcs et se concentre sur les enseignements de Dōgen, mais il reste principalement connu pour son Shôbôgenzô shôtenroku, un commentaire encyclopédique en onze rouleaux du Shôbôgenzô de Dôgen.

## Liste partielle des œuvres
- Chroniques des activités du fondateur d'Eihei
- Samadhi du Bouddha
- Règles de la méditation marchée (kin-hin)
- Éléments de procédures pour les cérémonies à partir des règles pures pour la salle des moines
- Dossier supplémentaire de recherches historiques concernant les règles pures pour la salle des moines Sôtô
- Compte rendu des enseignements de l'ère Hoei
- Conversation au coin du feu au cours d'une nuit enneigée
- Dossier personnel du rejet du Kirikami de la chambre de l'abbé Soto
- Registre révisé et élargi de Kenzei
- Compte rendu des activités de l'enseignant Zen T'ien-t'ung (Rujing)
- Fukanzazengi monge (« Commentaire sur les instructions universellement recommandées par Dôgen pour zazen »)
- Zazenshin monge (« Commentaire sur les Instructions pour zazen de Dôgen »)
- Gakudo yojin-shu monge (« Commentaire sur le Recueil de l'applicatio de l'esprit à l'étude de la voie de Dôgen »)
- Tenzo kyôkun monge (« Commentaire sur les instructions au cuisinier de Dôgen »)
- L'enseignement des grands préceptes correctement transmis des Bouddhas et des ancêtres
- Versets pour les chapitres du Mahaprajnaparamita Sutra
- Textes sources cités dans le Shōbōgenzō
- Explications des anciens cas présentés par l'ancien Bouddha de la province de Hsi
- Explications sur les cent vieux cas (kôan) du maître Zen Hsüeh-tou Hsien
- Sur les dons des fidèles

### Traduction
- Jijuyu Zanmai. Méditation et éveil  (trad. et commentaires (kusen) de Roland Yuno Rech), Nice, Éd. Yuno Kusen, 2011, 270 p. (ISBN 978-2-952-55075-8)

### Études
- (en) David E. Riggs, « Meditation for Laymen and Laywomen: The Buddha Samadhi (Jijuyu Zanmai) of Menzan Zuiho », dans Steve Heine et Daniel S. Wright, Zen Classics: Formative Texts in the History of Zen Buddhism, Oxford, Oxford University Press, 2006, xii, 283 p. (ISBN 978-0-195-17525-7), p. 247-273.

- (en) David E. Riggs, « The Zen of Books and Practice : The Life of Menzan Zuihō and His Reformation of Sōtō Zen », dans Steven Heine et Dale S. Wright, Zen Masters, Oxford, Oxford University Press, 2010, xx, 291 p. (978-0-195-36765-2), p. 147-181.